# Bosque Farms
Bosque Farms ist eine Stadt im Valencia County im US-Bundesstaat New Mexico in den Vereinigten Staaten mit 3.821 Einwohnern (Stand: 2018).

## Geografie
Die Stadt liegt etwa 10 km südlich von Albuquerque, östlich der Historic Route 66 im Norden des Countys, etwas nordwestlich des geografischen Zentrums von New Mexico und hat eine Gesamtfläche von 10,2 km² ohne nennenswerte Wasserfläche.

## Demografische Daten
Nach der Volkszählung im Jahr 2000 lebten in Bosque Farms 3931 Menschen in 1422 Haushalten und 1126 Familien. Die Bevölkerungsdichte betrug 385 Einwohner pro km². Ethnisch betrachtet setzte sich die Bevölkerung zusammen aus  82,68 % weißer Bevölkerung, 0,61 % Afroamerikanern, 1,88 % amerikanischen Ureinwohnern, 0,20 % Asiaten und anderen Gruppen.
Von den 1422 Haushalten hatten 33,9 % Kinder und Jugendliche unter 18 Jahre, die bei ihnen lebten. 67,5 % waren verheiratete, zusammenlebende Paare, 8,0 % waren allein erziehende Mütter und 20,8 % waren keine Familien, 16,5 % bestanden aus Singlehaushalten und in 6,1 % lebten Menschen im Alter von 65 Jahren oder darüber. Die Durchschnittshaushaltsgröße betrug 2,76 und die durchschnittliche Familiengröße lag bei 3,10 Personen.
Auf den gesamten Ort bezogen setzte sich die Bevölkerung zusammen aus 26,0 % Einwohnern unter 18 Jahren, 6,2 % zwischen 18 und 24 Jahren, 25,4 % zwischen 25 und 44 Jahren, 29,4 % zwischen 45 und 64 Jahren und 12,9 % waren 65 Jahre alt oder darüber. Das Durchschnittsalter betrug 41 Jahre. Auf 100 weibliche Personen kamen 98,2 männliche Personen. Auf 100 Frauen im Alter von 18 Jahren oder darüber kamen statistisch 95,6 Männer.
Das jährliche Durchschnittseinkommen eines Haushalts betrug 44.055 USD, das Durchschnittseinkommen der Familien betrug 49.688 USD. Männer hatten ein Durchschnittseinkommen von 40.963 USD, Frauen 25.726 USD. Das Prokopfeinkommen in Bosque Farms betrug 20.317 USD. 4,8 % der Familien und 7,7 % der Bevölkerung lebten unterhalb der Armutsgrenze.